# هاري هيل
هاري هيل (بالإنجليزية: Harry Hill)‏ هو كاتب سيناريو وممثل بريطاني، ولد في 1 أكتوبر 1964 في المملكة المتحدة.

## وصلات خارجية
- هاري هيل على موقع IMDb (الإنجليزية)
- هاري هيل على موقع ألو سيني (الفرنسية)
- هاري هيل على موقع ميوزك برينز (الإنجليزية)
- هاري هيل على موقع أول موفي (الإنجليزية)
- هاري هيل على موقع إن إن دي بي (الإنجليزية)
- هاري هيل على موقع ديسكوغز (الإنجليزية)
- هاري هيل على موقع قاعدة بيانات الفيلم (الإنجليزية)
- هاري هيل على موقع كينوبويسك (الروسية)